# Everard Endt
Pour les articles homonymes, voir Endt.
Everard Coenraad Endt est un skipper américain né le 7 avril 1893 à Zaandam.

## Biographie
Everard Endt participe à la course de classe 6 Metre des Jeux olympiques d'été de 1952 à Helsinki où il remporte avec Emelyn Whiton, Herman Whiton, Eric Ridder, John Morgan et Julian Roosevelt la médaille d'or à bord du Llanoria. Il est un des rares sportifs américains, avec Paul Smart, à avoir obtenu une médaille d'or olympique en étant quinquagénaire.